# 2000-es labdarúgó-Európa-bajnokság (selejtező – 7. csoport)
A 2000-es labdarúgó-Európa-bajnokság selejtezőjének 7. csoportjának mérkőzéseit tartalmazó lapja. A csoportban Románia, Portugália, Szlovákia, Magyarország, Azerbajdzsán és Lievhtenstein szerepelt. A csapatok körmérkőzéses, oda-visszavágós rendszerben játszottak egymással.
Románia kijutott a 2000-es labdarúgó-Európa-bajnokságra. Portugália legjobb csoportmásodikként jutott ki az Eb-re, nem kellett pótselejtezőt játszania. Magyarország a csoport negyedik helyén végzett.

## Tabella
| Hely. | Csapat        | M  | Gy | D | V | G+ | G– | Gk  | P  | Továbbjutás                           |     | Románia | Portugália | Szlovákia | Magyarország | Azerbajdzsán | Liechtenstein |
| ----- | ------------- | -- | -- | - | - | -- | -- | --- | -- | ------------------------------------- | --- | ------- | ---------- | --------- | ------------ | ------------ | ------------- |
| 1.    | Románia       | 10 | 7  | 3 | 0 | 25 | 3  | +22 | 24 | Kijutott a 2000-es Európa-bajnokságra |     | —       | 1–1        | 0–0       | 2–0          | 4–0          | 7–0           |
| 2.    | Portugália    | 10 | 7  | 2 | 1 | 32 | 4  | +28 | 23 | Kijutott a 2000-es Európa-bajnokságra |     | 0–1     | —          | 1–0       | 3–0          | 7–0          | 8–0           |
| 3.    | Szlovákia     | 10 | 5  | 2 | 3 | 12 | 9  | +3  | 17 |                                       |     | 1–5     | 0–3        | —         | 0–0          | 3–0          | 2–0           |
| 4.    | Magyarország  | 10 | 3  | 3 | 4 | 14 | 10 | +4  | 12 |                                       | 1–1 | 1–3     | 0–1        | —         | 3–0          | 5–0          |               |
| 5.    | Azerbajdzsán  | 10 | 1  | 1 | 8 | 6  | 26 | −20 | 4  |                                       | 0–1 | 1–1     | 0–1        | 0–4       | —            | 4–0          |               |
| 6.    | Liechtenstein | 10 | 1  | 1 | 8 | 2  | 39 | −37 | 4  |                                       | 0–3 | 0–5     | 0–4        | 0–0       | 2–1          | —            |               |

1. 1 2  Az egymás elleni pontszám (3) döntetlen. Egymás elleni gólkülönbség: Azerbajdzsán +3, Liechtenstein −3.

## Mérkőzések
| 1998. szeptember 2. |

| Románia                                                                    | 7–0               | Liechtenstein |
| -------------------------------------------------------------------------- | ----------------- | ------------- |
| Popescu 18' C. Munteanu 30' Ilie 32' 45' 53' Moldovan 56' Haas 60' (öngól) | (4–0) Jegyzőkönyv |               |

| Steaua Stadion, Bukarest Nézőszám: 2830 Játékvezető: Salem Prolić (bosznia-hercegovinai) |

| 1998. szeptember 5. |

| Szlovákia                                      | 3–0               | Azerbajdzsán |
| ---------------------------------------------- | ----------------- | ------------ |
| Fabuš 17' Dubovský 26' (11-esből) Moravčík 37' | (3–0) Jegyzőkönyv |              |

| Lokomotíva Stadium, Kassa Nézőszám: 3243 Játékvezető: Alan Snoddy (északír) |

| 1998. szeptember 6. |

| Magyarország | 1–3               | Portugália                     |
| ------------ | ----------------- | ------------------------------ |
| Horváth 32'  | (1–0) Jegyzőkönyv | Sá Pinto 56' 76' Rui Costa 84' |

| Népstadion, Budapest Nézőszám: 50 000 Játékvezető: Urs Meier (svájci) |

| 1998. október 10. |

| Azerbajdzsán | 0–4               | Magyarország                                         |
| ------------ | ----------------- | ---------------------------------------------------- |
|              | (0–0) Jegyzőkönyv | Dárdai 59' Illés 85' (11-esből) Pisont 88' Fehér 90' |

| Tofik Bahramov Stadion, Baku Nézőszám: 7500 Játékvezető: Stéphane Bré (francia) |

| 1998. október 10. |

| Liechtenstein | 0–4               | Szlovákia                               |
| ------------- | ----------------- | --------------------------------------- |
|               | (0–3) Jegyzőkönyv | Sovič 3' Dubovský 13' Tomaschek 36' 61' |

| Rheinpark Stadion, Vaduz Nézőszám: 1850 Játékvezető: Vladimir Antonov (moldáv) |

| 1998. október 10. |

| Portugália | 0–1               | Románia      |
| ---------- | ----------------- | ------------ |
|            | (0–0) Jegyzőkönyv | Munteanu 90' |

| Estádio das Antas, Porto Nézőszám: 37 354 Játékvezető: Hellmut Krug (német) |

| 1998. október 14. |

| Magyarország | 1–1               | Románia      |
| ------------ | ----------------- | ------------ |
| Hrutka 82'   | (0–0) Jegyzőkönyv | Moldovan 50' |

| Népstadion, Budapest Nézőszám: 25 000 Játékvezető: Kim Milton Nielsen (dán) |

| 1998. október 14. |

| Liechtenstein        | 2–1               | Azerbajdzsán |
| -------------------- | ----------------- | ------------ |
| Frick 48' Telser 49' | (0–0) Jegyzőkönyv | Gurbanov 59' |

| Rheinpark Stadion, Vaduz Nézőszám: 1450 Játékvezető: Herbert Barr (északír) |

| 1998. október 14. |

| Szlovákia | 0–3               | Portugália                         |
| --------- | ----------------- | ---------------------------------- |
|           | (0–2) Jegyzőkönyv | João Pinto 17' 30' Abel Xavier 70' |

| Tehelné pole, Pozsony Nézőszám: 22 059 Játékvezető: Oğuz Sarvan (török) |

| 1999. március 26. |

| Portugália                                                                      | 7–0               | Azerbajdzsán |
| ------------------------------------------------------------------------------- | ----------------- | ------------ |
| Sá Pinto 28' João Pinto 36' 77' Paulo Madeira 67' Conceição 75' Pauleta 82' 83' | (2–0) Jegyzőkönyv |              |

| Estádio D. Afonso Henriques, Guimarães Nézőszám: 14 650 Játékvezető: Jacek Granat (lengyel) |

| 1999. március 27. |

| Magyarország                                           | 5–0               | Liechtenstein |
| ------------------------------------------------------ | ----------------- | ------------- |
| Sebők J. 17' Sebők V. 33' 42' 86' (11-esből) Illés 74' | (3–0) Jegyzőkönyv |               |

| Üllői úti Stadion, Budapest Nézőszám: 9534 Játékvezető: Kósztasz Kapitanísz (ciprusi) |

| 1999. március 27. |

| Románia | 0–0         | Szlovákia |
| ------- | ----------- | --------- |
|         | Jegyzőkönyv |           |

| Stadionul Naţional, Bukarest Nézőszám: 15 000 Játékvezető: Graham Barber (angol) |

| 1999. március 31. |

| Azerbajdzsán | 0–1               | Románia   |
| ------------ | ----------------- | --------- |
|              | (0–0) Jegyzőkönyv | Petre 49' |

| Tofik Bahramov Stadion, Baku Nézőszám: 30 000 Játékvezető: Roelof Luinge (holland) |

| 1999. március 31. |

| Szlovákia | 0–0         | Magyarország |
| --------- | ----------- | ------------ |
|           | Jegyzőkönyv |              |

| Tehelné pole, Pozsony Nézőszám: 19 452 Játékvezető: Claude Colombo (francia) |

| 1999. március 31. |

| Liechtenstein | 0–5               | Portugália                                                  |
| ------------- | ----------------- | ----------------------------------------------------------- |
|               | (0–1) Jegyzőkönyv | Rui Costa 16' (11-esből) 79' Figo 49' Paulo Madeira 54' 60' |

| Rheinpark Stadion, Vaduz Nézőszám: 3548 Játékvezető: Gylfi Thór Orrason (izlandi) |

| 1999. június 5. |

| Azerbajdzsán                                    | 4–0               | Liechtenstein |
| ----------------------------------------------- | ----------------- | ------------- |
| Gurbanov 16' Liçkin 42' Tagizade 60' İsayev 73' | (2–0) Jegyzőkönyv |               |

| Tofik Bahramov Stadion, Baku Nézőszám: 8500 Játékvezető: Knud Stadsgaard (dán) |

| 1999. június 5. |

| Románia              | 2–0               | Magyarország |
| -------------------- | ----------------- | ------------ |
| Ilie 2' Munteanu 15' | (2–0) Jegyzőkönyv |              |

| Steaua Stadion, Bukarest Nézőszám: 23 000 Játékvezető: Rune Pedersen (norvég) |

| 1999. június 5. |

| Portugália  | 1–0               | Szlovákia |
| ----------- | ----------------- | --------- |
| Capucho 64' | (0–0) Jegyzőkönyv |           |

| Estádio José de Alvalade, Lisszabon Nézőszám: 20 300 Játékvezető: Claus Bo Larsen (dán) |

| 1999. június 9. |

| Románia                                     | 4–0               | Azerbajdzsán |
| ------------------------------------------- | ----------------- | ------------ |
| Ganea 36' Munteanu 44' Vlădoiu 50' Roşu 90' | (2–0) Jegyzőkönyv |              |

| Steaua Stadion, Bukarest Nézőszám: 5200 Játékvezető: Željko Širić (horvát) |

| 1999. június 9. |

| Magyarország | 0–1               | Szlovákia |
| ------------ | ----------------- | --------- |
|              | (0–0) Jegyzőkönyv | Fabuš 53' |

| ETO Park, Győr Nézőszám: 18 300 Játékvezető: Manuel Díaz Vega (spanyol) |

| 1999. június 9. |

| Portugália                                                               | 8–0               | Liechtenstein |
| ------------------------------------------------------------------------ | ----------------- | ------------- |
| Sá Pinto 29' 45' 52' João Pinto 40' 59' 67' Rui Costa 80' 90' (11-esből) | (3–0) Jegyzőkönyv |               |

| Estádio Municipal de Coimbra, Coimbra Nézőszám: 14 020 Játékvezető: Dietmar Drabek (osztrák) |

| 1999. szeptember 4. |

| Azerbajdzsán | 1–1               | Portugália |
| ------------ | ----------------- | ---------- |
| Tagizade 51' | (0–0) Jegyzőkönyv | Figo 90'   |

| Tofik Bahramov Stadion, Baku Nézőszám: 8000 Játékvezető: Dermot Gallagher (angol) |

| 1999. szeptember 4. |

| Liechtenstein | 0–0         | Magyarország |
| ------------- | ----------- | ------------ |
|               | Jegyzőkönyv |              |

| Rheinpark Stadion, Vaduz Nézőszám: 1650 Játékvezető: Sten Kaldma (észt) |

| 1999. szeptember 4. |

| Szlovákia             | 1–5               | Románia                                          |
| --------------------- | ----------------- | ------------------------------------------------ |
| Labant 22' (11-esből) | (1–2) Jegyzőkönyv | Ilie 6' Hagi 30' Ciobotariu 66' Moldovan 88' 90' |

| Tehelné pole, Pozsony Nézőszám: 8143 Játékvezető: Graziano Cesari (olasz) |

| 1999. szeptember 8. |

| Szlovákia                | 2–0               | Liechtenstein |
| ------------------------ | ----------------- | ------------- |
| Németh Sz. 4' Karhan 55' | (1–0) Jegyzőkönyv |               |

| Štadión Zimný, Máriatölgyes Nézőszám: 3052 Játékvezető: Andréasz Jeorjíu (ciprusi) |

| 1999. szeptember 8. |

| Románia  | 1–1               | Portugália |
| -------- | ----------------- | ---------- |
| Hagi 37' | (1–1) Jegyzőkönyv | Figo 45'   |

| Steaua Stadion, Bukarest Nézőszám: 24 000 Játékvezető: Hartmut Strampe (német) |

| 1999. szeptember 8. |

| Magyarország                      | 3–0               | Azerbajdzsán |
| --------------------------------- | ----------------- | ------------ |
| Sebők 28' Egressy 51' Sowunmi 55' | (1–0) Jegyzőkönyv |              |

| Üllői úti Stadion, Budapest Nézőszám: 2910 Játékvezető: Saso Lazarevski (macedón) |

| 1999. október 9. |

| Azerbajdzsán | 0–1               | Szlovákia  |
| ------------ | ----------------- | ---------- |
|              | (0–0) Jegyzőkönyv | Labant 70' |

| Tofik Bahramov Stadion, Baku Nézőszám: 6000 Játékvezető: Kírosz Vasszárasz (görög) |

| 1999. október 9. |

| Liechtenstein | 0–3               | Románia                |
| ------------- | ----------------- | ---------------------- |
|               | (0–1) Jegyzőkönyv | Roşu 26' Ganea 65' 73' |

| Rheinpark Stadion, Vaduz Nézőszám: 2900 Játékvezető: Andrei Butenko (orosz) |

| 1999. október 9. |

| Portugália                                              | 3–0               | Magyarország |
| ------------------------------------------------------- | ----------------- | ------------ |
| Rui Costa 15' (11-esből) João Pinto 16' Abel Xavier 58' | (2–0) Jegyzőkönyv |              |

| Estádio da Luz, Lisszabon Nézőszám: 65 000 Játékvezető: Kim Milton Nielsen (dán) |